# Catherine Amanda Coburn
Catherine Amanda Coburn (nascida Scott; Groveland, 30 de novembro de 1839 – Portland, 27 de maio de 1913) foi uma pioneira americana do território de Oregon que, entrando no mercado de trabalho após a morte prematura de seu marido, tornou-se professora e diretora de escola e, posteriormente, uma renomada editora de jornal. Um século depois de seu nascimento, ela e sua irmã mais velha foram descritas por um historiador de Oregon como "provavelmente as duas maiores jornalistas do Oregon". Ela foi ativa na vida cívica, especialmente em seus últimos anos; embora não tenha se identificado como "sufragista", apoiou ativamente a causa do sufrágio feminino, entre várias causas caritativas e cívicas. Coburn morreu em 1913.

## Primeiros anos
Catherine (apelidos, "Kate" ou "Kit") Amanda Scott nasceu em Groveland, Illinois, em 30 de novembro de 1839. Seus pais se chamavam John Tucker Scott (1809–1880), originalmente do Condado de Washington; e Ann Roelofson Scott (1811–1852), originalmente do Condado de Henderson, ambos condados de Kentucky. Ela tinha oito irmãos: James, Mary, Abigail, Margaret, Harvey, Harriet, John, Edward, Sarah, William e Alice. Ela também tinha dois meio-irmãos, Ellen e Ward.

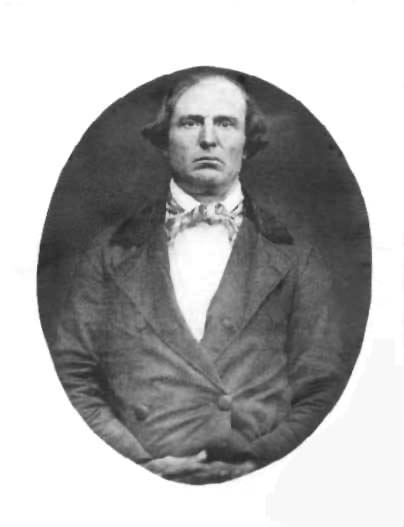
John Tucker Scott, pai de Catherine

Em 1º de abril de 1852, a família Scott, junto com vários outros, partiu para o território de Oregon, tomando a Oregon Trail com uma caravana de equipes de bois. A viagem durou seis meses. Ann morreu em 20 de junho de 1852 quando eles estavam em Black Hills, em um ponto da trilha de cerca de 70 mi (110 km) ao norte da atual cidade de Cheyenne, Wyoming. Ela estava doente há apenas algumas horas com o que era conhecido como cólera das planícies'. Seu marido e nove filhos, de três anos e seis meses a dezenove anos, estavam com ela em uma barraca de abrigo quando ela morreu. O irmão de Amanda "Willie" também morreu no Oregon Trail). Abigail, então com dezessete anos, manteve um diário durante a viagem da família para a Região Oeste dos Estados Unidos. Nos anos seguintes, Abigail, Harvey e Kate iriam compartilhar uma afinidade com o comércio de jornais.
Em 1857, Catherine casou-se com John Read Coburn (1830–1868). As duas construíram uma casa em Canemah e tiveram quatro filhas: Agnes, Ada, Camilla e Kate. Após a morte de John em 1868, Catherine tornou-se professora em Canemah. De acordo com seu relato posterior, foi negado seu salário solicitado de 50 dólares por mês, com base no fato de que a escola poderia "conseguir um homem" para ensinar por esse valor. Ela aceitava um salário de 40 dólares por mês, continuando no cargo por quatro anos, mas carregava uma "sensação irritante de injustiça". Ela descreveu o incidente como sua "primeira lição de igualdade de direitos". Ela então se tornou diretora da escola Forest Grove, cargo que ocupou por dois anos.

## Carreira no jornalismo
Em 1874 e nos cinco anos seguintes, Coburn começou sua carreira no jornalismo como editora associada com sua irmã, Abigail Scott Duniway, editora e produtora editorial do New Northwest. Coburn evidenciou um raro grau de habilidade jornalística. A partir de 1879, ela atuou por cinco anos como editora-chefe do Portland Daily Bee. Na década de 1880, Coburn atuou como editora associado do Evening Telegram por pelo menos cinco anos, durante um período de inúmeras mudanças na liderança.
Em 1888, ela se transferiu para a equipe editorial do diário The Oregonian, que gerenciava o Telegram. Ela contribuiu ao longo do quarto de século seguinte para as edições diárias, semanais e de domingo do jornal. Sua capacidade de cobrir incidentes e interesses locais em comentários editoriais foi creditada à sua conexão pessoal com a experiência pioneira. Ela permaneceu com o Oregonian como editora associada até sua morte em 1913. Entre suas realizações como redatora editorial, ela era conhecida por "ternas homenagens aos construtores pioneiros do Noroeste do Pacífico".

## Últimos anos de vida

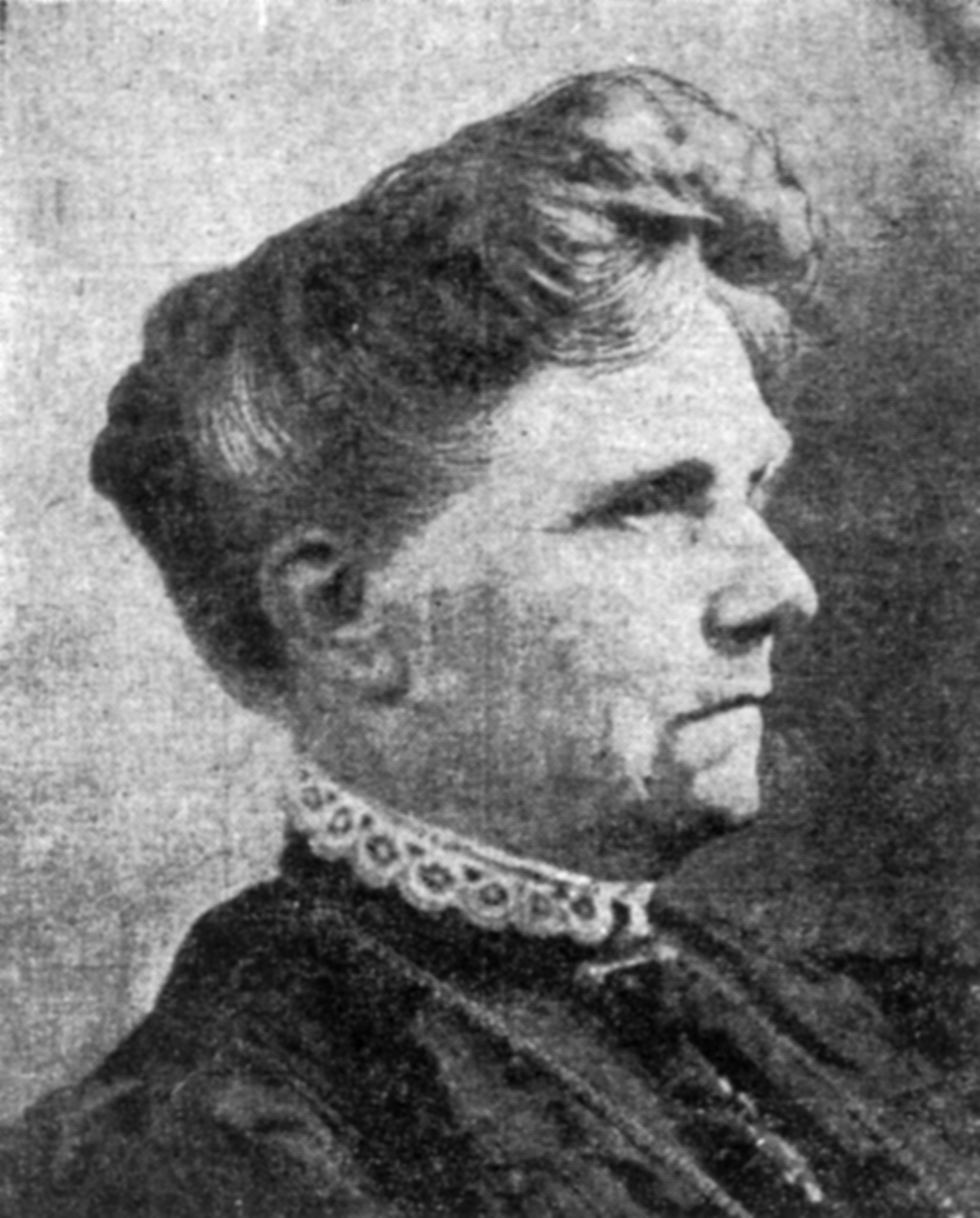
Coburn em seus últimos anos de vida

Coburn esteve ativa em assuntos cívicos, especialmente em seus últimos anos de vida. Ela foi presidente da Allen Preparatory School em Portland, fundada em 1901 e incorporada em 1905. Ela era membro da Oregon Pioneer Association e membro fundadora da Portland Woman's Union, no qual representou trazendo um queixa sobre um professor de Portland. Coburn foi eleita presidente do Sindicato das Mulheres em 1906. Quando sua irmã Abigail trouxe a líder nacional do sufrágio feminino, Susan B. Anthony, para a Lewis and Clark Centennial Exposition de Portland, Catherine estava entre os que estavam na fila de recepção em seu discurso. Coburn rejeitou o termo "sufragista", mas apoiou o sufrágio feminino.
Ela morreu, após uma longa doença, em Portland, em 27 de maio de 1913, Leslie M. Scott, seu sobrinho e colega jornalista, elogiou sua carreira em um obituário; ela foi enterrada no Cemitério River View daquela cidade. Ela deixou um patrimônio avaliado em 14 mil dólares para sua filha Ada e para os filhos de Agnes e Camilla. George Turnbull, historiador dos jornais do Oregon, descreveu Catherine e Abigail em 1939 como "provavelmente as duas maiores jornalistas mulheres do Oregon.